# Princeton, Maine
Princeton är en kommun (town) i Washington County i Maine. Orten har fått sitt namn efter Princeton, Massachusetts. Vid 2010 års folkräkning hade Princeton 832 invånare.